# Thomas Royden, 1. Baron Royden
Thomas Royden, 1. Baron Royden (* 22. Mai 1871 in Holmefield Mossley Hill; † 6. November 1950 in Bramdean, Alresford, Hampshire) war ein englischer Geschäftsmann und Politiker (Conservative Party).

## Leben und Tätigkeit
Royden war der älteste Sohn von Thomas Royden, 1. Baron (1831–1917), einem konservativen Politiker und Chef der Reederei Thomas Royden & Sons und seiner Frau Alice Elizabeth, geb. Dowdall. Royden erbte den Baronet-Titel seines Vaters nach dessen Ableben im Jahr 1917.
Nach dem Besuch des Winchester College und des Magdalen College der Universität Oxford, die er 1893 mit einem Abschluss verließ, begann er 1895 als Geschäftsmann in der Firma seines Vaters in Liverpool zu arbeiten.
Seit 1902 war Royden Schiffsbesitzer in Liverpool. Seit 1905 gehörte er zu den Direktoren der Cunard-Line (Cunard Steam-Ship Company) und amtierte ab 1909 (bis 1922) als stellvertretender Vorsitzender (deputy chairman) dieser Reederei. Als einer der führenden Kenner des Schiffereiwesens wurde er nach dem Ausbruch des Ersten Weltkriegs zum Vorsitzenden des beratenden Ausschusses für Transportfragen bei der britischen Admiralität (Admiralty transport advisory committee) ernannt und 1917, nach dem Kriegseintritt der Vereinigten Staaten von Amerika, von der britischen Regierung in die Vereinigten Staaten geschickt, um die Verschiffung amerikanischer Truppen und amerikanischen Gerätes nach Europa mitzuorganisieren. Bereits 1913 war er an der Planung der Verplanung von Material und Truppen von der britischen Hauptinsel, im Falle eines kontinentalen Krieges, nach Frankreich beteiligt gewesen. Von 1916 bis 1921 saß er zudem in der Kommission für Nahrungsmittelnachschub (Royal Commission on Food Supplies).
1919 nahm Royden als Vertreter der Interessen der Schiffsbesitzer an der Pariser Friedenskonferenz zur Organisierung der Nachkriegsordnung teil.
Von 1922 bis 1930 amtierte Royden schließlich Vorsitzender (chairman) der Cunard-Linie. Unter seinem Vorsitz wurde unter anderem mit dem Bau der Queen Mary begonnen, dem erste Schiff das zur Aufrechterhaltung des Schiffsverkehrs zwischen Southampton und New York genutzt wurde. Anschließend gehörte er bis zu seinem Tod zum Vorstand (Board) von Cunard sowie ab 1934 zum Vorstand der in diesem Jahr gegründeten Cunard White Star Ltd.
Neben seinen Aufgaben als Reeder bei Cunard war Royden zeitweise Vorsitzender der Liverpool Steamship Owner's Association (ab 1910) und Präsident der Chamber of Shipping of the United Kingdom. 1917 war er Sheriff der Grafschaft Cheshire sowie Friedensrichter dort. Des Weiteren gehörte er zahlreichen Vorstände an, so der Anchor Line, Brocklebank Ltd, der Commonwealth and Dominion Line, der Midland Bank, der Shell Transport and Trading Company, der Suez Canal Company, der Phoenix Assurance Company, der Union Marine and General Insurance Company sowie Vorsitzender der Edmundsons' Electricity Corporation, und der Imperial Continental Gas Association.
Auf lokaler Ebene in seiner Heimat Liverpool machte er sich durch sei ne Förderung des David Lewis Northern Hospital, der Mersey Mission to Seamen, der Liverpool Shipbrokers' Benevolent Society, und als Mitglied des Exekutivausschusses der Kathedrale von Liverpool verdient.
Anlässlich der Wahlen zum britischen Unterhaus im Dezember 1918 wurde Royden als Kandidat der Conservativ Party im Wahlkreis Bootle ins Parlament gewählt, dem er bis 1922 angehörte, als er nicht erneut zur Wahl antrat.
1941 wurde Royden Vorsitzender der London, Midland and Scottish Railway.
Am 28. Januar 1944 wurde Royden als Baron Royden of Franklby in the County Palatine of Chester in den Rang eines Baron erhoben. Dieser Adelstitel erschloss, da er kinderlos war, mit seinem Tod. Sein Baronettitel ging auf seinen Bruder Ernest über.

## Familie
Royden war seit 1922 mit Quenelda Mary, geb. Anlesey, verheiratet, der Witwe des Charles James Williamson.

## Ehrungen
Royden war Mitglied der französischen Ehrenlegion sowie Träger des italienischen Ordens des Heiligen Mauritius und Heilige Lazarus und des afghanischen Stern von Afghanistan.